# Bagionocoris
Bagionocoris is een geslacht van wantsen uit de familie van de Miridae (Blindwantsen). Het geslacht werd voor het eerst wetenschappelijk beschreven door Josifov in 1992.

## Soorten
Het genus is monotypisch en bevat alleen de volgende soort:

- Bagionocoris alienae Josifov, 1992